# Policial Crabtree
Capitão Crabtree  é uma personagem do programa de televisão inglês 'Allo 'Allo!, interpretado por Arthur Bostrom.
É um espião britânico que se faz passar por polícia francês. Infelizmente tem uma pronúncia francesa horrível, que por vezes o torna quase incompreensível, sendo mais conhecido pela sua saudação matinal, "Good moaning!". Apesar disso, os alemães parecem não desconfiar dele. Yvette quando o via, anunciava-o ao dizer: "That idiot British Officer who thinks he can speak French", e ele respondia "I admit my Fronch cod be butter." 